# Attila Ara-Kovács
Attila Ara-Kovács (Oradea, 14 gennaio 1953) è un politico ungherese, europarlamentare nella IX legislatura.